# アレン郡 (ルイジアナ州)

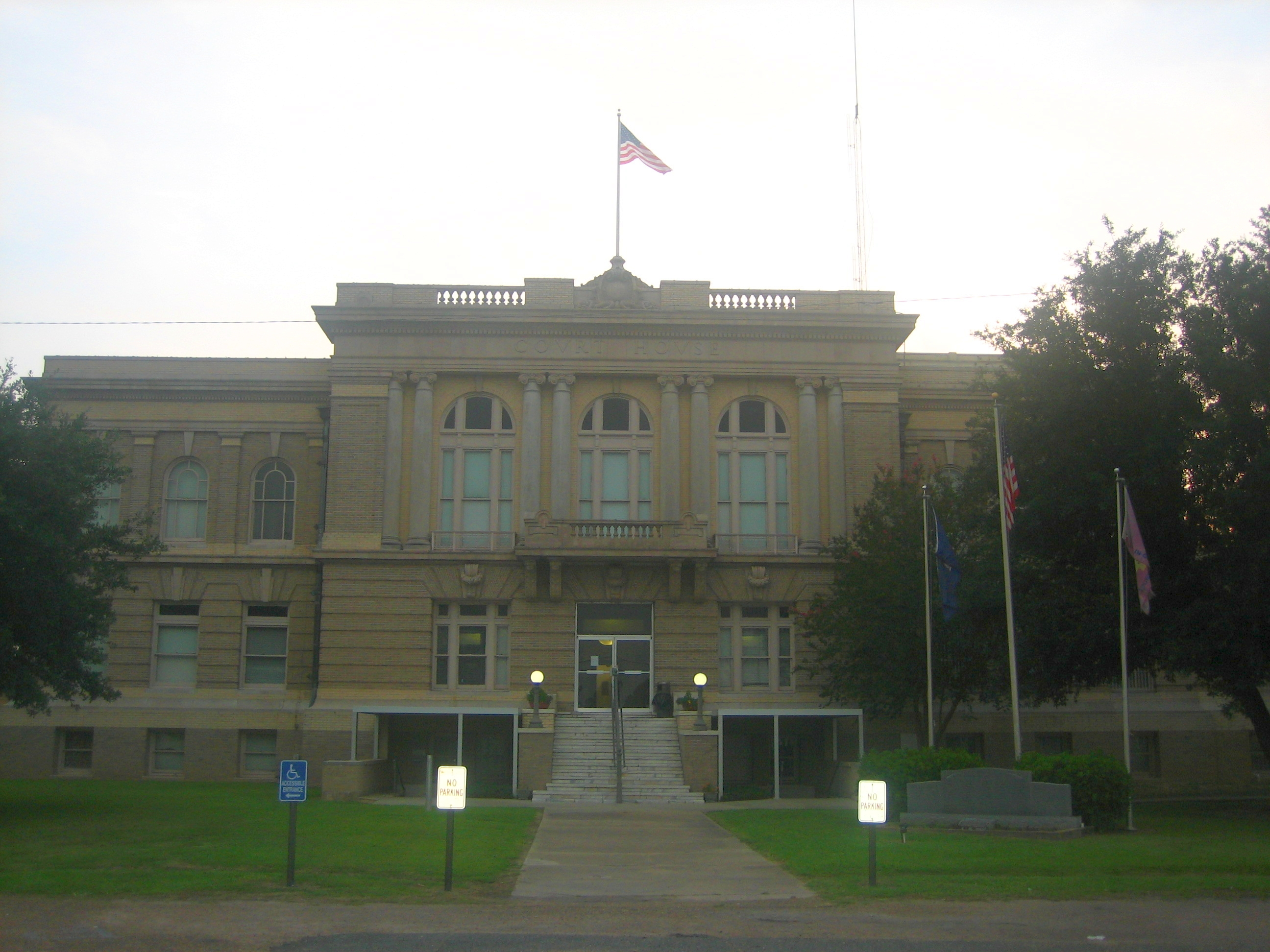
オバーリン市にあるアレン郡庁舎

アレン郡（アレンぐん、英: Allen Parish）は、アメリカ合衆国ルイジアナ州の南西部に位置する郡である。2010年国勢調査での人口は25,764人であり、2000年の25,440人から1.3％増加した。郡庁所在地はオバーリン市（人口1,770人）であり、同郡で人口最大の町はオークデール市（人口7,780人）である。
アレン郡は元南軍の将軍でルイジアナ州知事を務めたヘンリー・ワトキンス・アレンに因んで名付けられた。1912年にカルカシュー郡の北東部が分離してアレン郡になった。

## レザーウッド博物館
2008年9月27日、アレン郡観光委員会がオークデール市の2階建て建物にレザーウッド博物館を開館した。この建物は20世紀初めに病院として使われており、女性達が二階のバルコニーで出産の時を待っていた。
この博物館は郡内の農業と林業の歴史に焦点を当てている。二階には稲の茎を切っている写真や機械、初期の歯科と医療の器具、第二次世界大戦時の演習の写真、南軍兵デイビッド・ダンからその妻への手紙などが展示されている。ダンは、ダンズビル、後のオークデール市の設立者ウィリアム・T・ダンの祖父だった。教室にはルイジアナの高校スポーツで表彰された人物の展示品がある。その中でもオバーリン出身のホイル・グランジャーは、ルイジアナ州スポーツの殿堂入りしたヒューストン・オイラーズのスターであり、博物館の開館時には挨拶をした。その他の展示品としては、コウシャッタ族インディアンに関するものや、郡内で開催されるマルディグラである「クリール・ド・マルディグラ」に関するものがある。
アレン郡観光委員会の会長アダグリア・ハドックは、この博物館の建物が病院として使われていた以外に、寮としても使われ、またレザーウッド家の家屋でもあったと語った。この家屋は1888年7月3日の完成である。レザーウッド家はこの建物を1986年に博物館に転用したが、10年後には資金不足のために閉館した。2005年、この家がアレン郡観光委員会に寄付された。
一階には建築当時の衣類や加工品を含め典型的な家庭内の調度品が展示されている。ハドックは、「アレクサンダー・デイリー・タウントーク」紙で、「（一階に入れば）家庭の雰囲気を感じ、（二階に行けば）博物館の部分を探索できることを望んでいる」と語った。エレベーターがあるので、障害者にも対応できる。ルイジアナ州は建物の修復に65,000ドルを手当てした。

## 地理
アメリカ合衆国国勢調査局に拠れば、郡域全面積は766平方マイル (1,983 km2)であり、このうち陸地764平方マイル (1,980 km2)、水域は1平方マイル (3 km2)で水域率は0.15％である。

### 主要高規格道路
- アメリカ国道165号線
- アメリカ国道190号線
- ルイジアナ州道10号線
- ルイジアナ州道26号線

### 隣接する郡
- バーノン郡 - 北西
- ラピッズ郡 - 北東
- エヴァンジェリン郡 - 東
- ジェファーソンデイビス郡 - 南
- ボーリガード郡 - 西

### 水路
- ウィスキ・チット・クリーク
- カルカシュー川
- シックスマイル・クリーク
- テンマイル・クリーク
- バンディック・クリーク

## 人口動態
以下は2000年の国勢調査による人口統計データである。
| 基礎データ - 人口: 25,440人 - 世帯数: 8,102 世帯 - 家族数: 5,930 家族 - 人口密度: 13人/km2（33人/mi2） - 住居数: 9,157軒 - 住居密度: 5軒/km2（12軒/mi2） 人種別人口構成 - 白人: 71.90% - アフリカン・アメリカン: 24.60% - ネイティブ・アメリカン: 1.72% - アジア人: 0.57% - 太平洋諸島系: 0.01% - その他の人種: 0.24% - 混血: 0.96% - ヒスパニック・ラテン系: 4.50% 言語別人口構成 - フランス語またはケイジャン・フランス語: 6.22% - スペイン語: 4.68% 年齢別人口構成 - 18歳未満: 24.6% - 18-24歳: 9.3% - 25-44歳: 33.4% - 45-64歳: 20.8% - 65歳以上: 11.8% - 年齢の中央値: 35歳 - 性比（女性100人あたり男性の人口） - 総人口: 126.4 - 18歳以上: 133.5 | 世帯と家族（対世帯数） - 18歳未満の子供がいる: 36.9% - 結婚・同居している夫婦: 54.0% - 未婚・離婚・死別女性が世帯主: 15.2% - 非家族世帯: 26.8% - 単身世帯: 24.3% - 65歳以上の老人1人暮らし: 11.1% - 平均構成人数 - 世帯: 2.62人 - 家族: 3.12人 収入と家計 - 収入の中央値 - 世帯: 27,777米ドル - 家族: 32,371米ドル - 性別 - 男性: 35,941米ドル - 女性: 17,154米ドル - 人口1人あたり収入: 13,101米ドル - 貧困線以下 - 対人口: 19.9% - 対家族数: 17.9% - 18歳未満: 22.6% - 65歳以上: 21.5% |

## 政治
アレン郡は大統領選挙やアメリカ合衆国議会議員選挙で民主党の強い地盤である。2000年以前に共和党候補者が大統領選挙でアレン郡を制したのは、1972年のリチャード・ニクソンが最後になった。2000年の大統領選挙では共和党のジョージ・W・ブッシュが接戦でアレン郡を制し、この時からは共和党の地盤になってきた。2008年の大統領選挙でもジョン・マケインがアレン郡総投票数の3分の2近くを獲得した。
連邦議会下院では第4および第5選挙区に属し、どちらも共和党議員を送り出している。州議会下院では第32選挙区に属し、民主党議員を送り出している。上院は第28選挙区であり、やはり民主党議員を送り出している。

## 都市と町

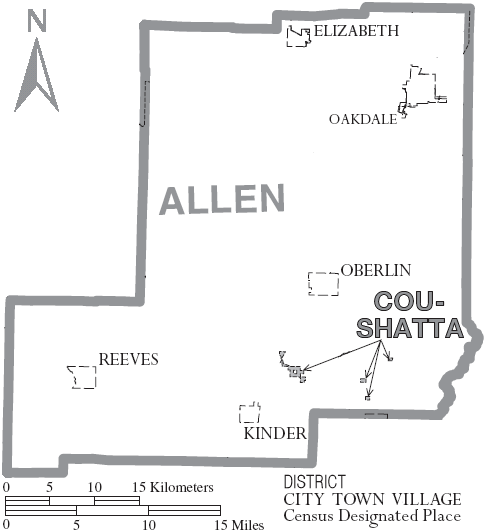
アレン郡図

| - エリザベス - キンダー | - オークデール - オバーリン - 郡庁所在地 | - リーブス |

## 教育
アレン郡教育学区が地元の公立学校を運営している。
Residents are zoned to Allen Parish Schools .